# Oleg Klimenko
Oleg Klimenko (russisch Олег Клименко; * 1971) ist ein ehemaliger sowjetischer und kirgisischer Fußballspieler. Er kam 1994 in einem Freundschaftsspiel gegen Turkmenistan für die kirgisische Nationalmannschaft zum Einsatz.
Auf Vereinsebene spielte der Mittelfeldspieler zunächst in der sowjetischen vierten Liga bei Dostuk Sokuluk. Nach der Auflösung der Sowjetunion trat er mit dem Verein aus der Nähe der kirgisischen Hauptstadt Bischkek 1992 in der ersten kirgisischen Liga an.  In der Premierensaison der neu gegründeten Liga wurde er mit seiner Mannschaft Vizemeister. Anschließend wechselte er zum benachbarten Ligarivalen KVT Karabalta, wo er bis 1997 spielte. Insgesamt absolvierte Klimenko 112 Spiele in der ersten kirgisischen Liga und erzielte dabei 30 Tore.